# آرمتیج بریج
آرمتیج بریج (به انگلیسی: Armitage Bridge) یک روستا در بریتانیا است که در یورک‌شر و هامبر واقع شده‌است.